# Paradoxa d'Ellsberg

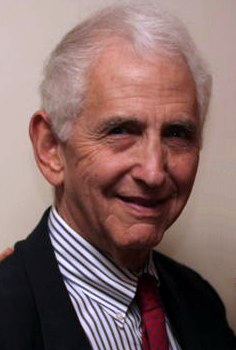
Daniel Ellsberg el 2006

La paradoxa d'Ellsberg és un fenomen conegut de la teoria de la decisió. Quan la gent ha d'escollir entre dues opcions, la majoria tria l'opció de la qual la probabilitat és coneguda. Pot caure en contradicció amb l'axioma d'independència en la teoria de la decisió.

## L'experiència d'Ellsberg
Daniel Ellsberg va descriure la seva experiència el 1961: una urna conté 90 boles on 30 són vermelles. La resta de les boles són grogues o negres, de la qual la distribució és desconeguda. Es tracta d'un cas d'incertesa knightiana.
Algunes persones van ser sotmeses a una aposta:
- Aposta A: Qui tregui una bola vermella guanya una quantitat monetària, les grogues i les negres perden.
- Aposta B: Qui tregui una bola groga guanya, la resta perd.

La majoria de les persones opten per la A.
Després es canvien les apostes d'una manera que en tots dos casos, les boles negres són des d'ara guanyadores:
- Aposta C: Qui tregui una bola vermella o negra guanya, les grogues perden.
- Aposta D: Qui tregui una bola groga o negra guanya, les vermelles perden.

En aquest cas, la majoria de les persones escullen la D. La qual cosa entra en contradicció amb la decisió anterior d'escollir l'aposta A, tot i que la bola negra és guanyadora en ambdues C i D, la qual cosa no aporta cap diferència (per això és una Paradoxa). Ellsberg explica aquest resultat entre el risc i la incertesa de la següent manera: "En la noció de risc, la probabilitat és coneguda (exemple: llançament de daus) però no la incertesa".
Ellsberg explica aquest resultat per la presa de decisió entre el risc i la incertesa, cosa que es va denominar com a incertesa knightiana. Les persones sotmeses al test suposen prudentment que la distribució desconeguda entre boles negres i grogues poden portar-los desavantatge i, per tant, escullen en ambdues ocasions sota el risc conegut (⅓ en la primera prova, ⅔ en la segona)